# Дрис Мертенс
Дрис Мертенс (хол. Dries Mertens; 6. мај 1987) је белгијски фудбалер који тренутно игра за Фудбалску репрезентацију Белгије.

## Каријера
Дана 16. јуна 2013. је прешао из ПСВ Ајндховена у Наполи за 9,5 милиона €. Од тада је за Наполи дао 93 гола. Игра за Фудбалску репрезентацију Белгије од 2011. Од тада је за њу дао 20 голова и одиграо 92 утакмице.

## Највећи успеси
ПСВ Ајндховен
- Куп Холандије (1) : 2011/12.
- Суперкуп ХоландијЕ (1) : 2012.

Наполи
- Куп Италије (2) : 2013/14, 2019/20.
- Суперкуп Италије (1) : 2014.

## Статистика каријере

### Репрезентативна
Ажурирано 13. новембра 2021.
| Белгија | Белгија | Белгија |
| Год.    | Наступи | Голови  |
| ------- | ------- | ------- |
| 2011    | 8       | 0       |
| 2012    | 8       | 1       |
| 2013    | 6       | 1       |
| 2014    | 13      | 5       |
| 2015    | 7       | 1       |
| 2016    | 13      | 3       |
| 2017    | 10      | 2       |
| 2018    | 16      | 3       |
| 2019    | 9       | 2       |
| 2020    | 4       | 3       |
| 2021    | 9       | 0       |
| Укупно  | 103     | 21      |